# دانشگاه رانچی
دانشگاه رانچی (انگلیسی: Ranchi University)، یک دانشگاه دولتی در رانچی،  جارکند،  هند است. در سال ۱۹۶۰ توسط قانون قانونگذاری بیهار تأسیس شد.